# Бјар сир Сер
Бјар сир Сер (фр. Biars-sur-Cère) насеље је и општина у јужној Француској у региону Миди Пирене, у департману Лот која припада префектури Фижак.
По подацима из 2011. године у општини је живело 1.923 становника, а густина насељености је износила 529,75 становника/km². Општина се простире на површини од 3,63 km². Налази се на средњој надморској висини од 141 метар (максималној 265 m, а минималној 125 m).

## Демографија
| 1962. | 1968. | 1975. | 1982. | 1990. | 1999. | 2011. |
| ----- | ----- | ----- | ----- | ----- | ----- | ----- |
| 1.037 | 1.273 | 1.758 | 1.954 | 2.023 | 1.983 | 1.923 |

График промене броја становника у току последњих година